# RequestPolicy
RequestPolicy — расширение для программ на платформе Mozilla, контролирующее межсайтовые запросы. Повышает конфиденциальность веб-сёрфинга, защищает пользователя от подделки межсайтовых запросов (CSRF) и других атак. Также препятствует отображению некоторых рекламных виджетов и баннеров.

## Механизм работы
Допустим, пользователь хочет посетить главную страницу Википедии, для чего вводит в адресную строку браузера адрес https://wikipedia.org/.
Если дополнение RequestPolicy не установлено: браузер найдет эту страницу в Интернете и покажет её пользователю, но для корректного отображения он, без разрешения, загрузит кое-какие данные с сайта https://www.wikimedia.org/.
Если расширение RequestPolicy установлено, все «посторонние» запросы будут блокированы, значок программы станет насыщенно красным, сигнализируя о блокировке одного или более запросов. Далее пользователь может создать один из трёх типов разрешающих правил для каждого блокированного запроса:
- Разрешить запросы от [Текущий сайт] к [Сайт назначения] (разрешить запросы только от текущего сайта к сайту назначения, всех остальных сайтов это правило не касается)
- Разрешить запросы к [Сайт назначения] (разрешить запросы к этому сайту со всех остальных сайтов)
- Разрешить запросы от [Текущий сайт] (разрешить запросы с текущего сайта куда угодно)

## Количество пользователей
По статистике на сайте дополнений Mozilla, в октябре-ноябре 2010 года расширение ежедневно работало у 13-15 тысяч пользователей, из них у 600—900 — на русском языке, у 6-7 тысяч — на американском варианте английского. С конца декабря количество пользователей русскоязычного интерфейса стало расти независимо от остальных, и в начале апреля 2011 года достигло 27 тысяч, при общем количестве пользователей 43 тысячи; в декабре 2011 — 61-74 из 80-100 тысяч.

## Продолжение разработки и альтернативы
Джастин Сэмьюэл перестал разрабатывать расширение, когда стабильной версией была 0.5.28, оставив версию 1.0 бетой; на основе 1.0beta другой разработчик стал разрабатывать RequestPolicy Continued, которая в августе 2015 тоже на стадии бета-тестирования, и доступна только вне addons.mozilla.org.
Функциональность расширения uBlock (лицензия GPLv3) в режиме dynamic filtering заменяет функциональность RequestPolicy 1.0. Расширение uMatrix заменяет и часть NoScript.